# Accipiter erythrauchen
El gavilancito moluqueño (Accipiter erythrauchen) es una especie de ave accipitriforme de la familia Accipitridae endémica de las islas Molucas, en Indonesia. 
Mide entre 26 y 35 cm de longitud, entre 47 y 65 cm de envergadura y su peso ronda los 150 gr. Vive en los bosques húmedos tropicales, en altitudes desde el nivel del mar hasta los 1400 msn, donde da caza a las pequeñas aves de las que se alimenta. Se estima que su población ronda los 10 000, aunque su número parece estar en franco retroceso debido a la destrucción de su hábitat.